# Congé parental en France
Ne doit pas être confondu avec Congé de naissance ou Congé de paternité en France.
En France, le congé parental d'éducation (CPE) est un droit dont bénéficie tout salarié justifiant d'une ancienneté minimale d'une année à la date de naissance de son enfant, adopté ou confié en vue de son adoption, ou de l'arrivée au foyer d'un enfant qui n'a pas encore atteint l'âge de la fin de l'obligation scolaire.

## Conditions
Pour bénéficier du CPE, le salarié doit avoir au minimum un an d'ancienneté dans l'entreprise au moment de la naissance de l'enfant. Le CPE est ouvert indifféremment aux deux parents.

## Durée
Sa durée est en fonction du nombre d’enfants nés simultanément.
| Nombre d'enfants nés simultanément | Durée maximale initiale du congé | Renouvellement du congé | Date de fin du congé (quelle que soit la date du début du congé) |
| ---------------------------------- | -------------------------------- | ----------------------- | ---------------------------------------------------------------- |
| Un                                 | Un an                            | Renouvelable deux fois  | Au plus tard le jour du troisième anniversaire de l'enfant       |
| Deux                               | Un an                            | Renouvelable deux fois  | Au plus tard à la date d'entrée à l'école maternelle             |
| Trois ou plus                      | Un an                            | Renouvelable cinq fois  | Au plus tard le jour du sixième anniversaire des enfants         |

Pendant le congé, le salarié n'est pas rémunéré par son employeur pour la période non travaillée, sauf dispositions contraires : convention collective, accord collectif, accord de branche, d'entreprise ou d'établissement applicables en droit du travail qui fixent les obligations et les droits de l'employeur et du salarié.
En revanche, il peut percevoir l'allocation de base de la prestation d'accueil du jeune enfant de la part de la caisse d'allocations familiales, sous conditions de ressources. En complément de cette allocation, le salarié peut percevoir la prestation partagée d'éducation de l'enfant (PreParE).
La durée du CPE est indépendante de la perception de la PreParE.

## Formalités
Le salarié doit aviser son employeur de sa volonté de prendre un CPE en respectant les délais suivants :
1. si le CPE suit immédiatement le congé de maternité, le délai de prévenance est d'un mois au minimum ;
2. dans les autres cas (principalement reprise temporaire du travail ou prise des congés payés à l'issue du congé de maternité), le délai de prévenance est d'au minimum de deux mois[4].

Le CPE initial est d'un an au maximum.

## Renouvellements
Le salarié doit informer l'employeur du renouvellement du CPE au minimum un mois avant l'expiration de la période initiale. Contrairement au congé initial, le renouvellement du CPE n'est pas soumis à la durée maximale d'un an et n'a pas nécessairement la même durée. Un salarié peut donc, par exemple, prendre un CPE initial de huit mois, puis le renouveler une première fois pour trois mois, puis une deuxième pour dix-huit mois.
Le salarié peut également, à l'occasion du renouvellement, modifier la forme du CPE et passer d'un CPE « total » à un CPE à temps partiel ou le contraire. En revanche, le salarié à temps partiel ne peut, sauf accord de l'employeur, modifier sa durée du travail.

## Formes possibles de CPE
Le salarié peut opter soit pour un CPE « total », soit pour un CPE à temps partiel.
Dans le premier cas, le contrat de travail est suspendu et le salarié n'exerce plus d'activité dans l'entreprise.
Dans le second, lors de sa demande initiale, le salarié choisit sa durée du travail (qui ne peut être inférieure à 16 heures/semaine). En revanche, les modalités d'exécution du temps partiel, notamment la répartition des heures, relèvent du pouvoir de direction de l'employeur, qui doit néanmoins proposer des horaires compatibles avec l'objet du congé (élever un enfant).

## Sort des congés payés acquis avant le CPE
Si le salarié prend un CPE pour une courte durée et que la période de prise des congés payés n'est pas expirée, il peut en bénéficier à son retour. En revanche, s'il revient après l'expiration de cette période, les congés payés non pris sont en principe perdus, sauf accord de l'employeur.
Le salarié a donc intérêt, dans le cas d'un congé de longue durée ou à cheval sur deux périodes de congés payés, lorsqu'il effectue sa demande initiale auprès de l'employeur, à épuiser ses congés payés entre la fin du congé de maternité et le début du CPE.

## Situation du salarié pendant le CPE
Le contrat de travail est suspendu, totalement ou partiellement, pendant le CPE. Le salarié fait donc toujours partie des effectifs de l'entreprise. Une période de CPE compte dans la détermination de l'ancienneté du salarié, pour la moitié de sa durée. Si le salarié est en CPE pendant deux ans, cela comptera donc pour un an dans le calcul de son ancienneté.
Pendant le CPE « total », le salarié n'acquiert pas, sauf dispositions conventionnelles contraires, de congés payés.
Rien ne s'oppose à une rupture du contrat pendant le CPE (démission, rupture conventionnelle, licenciement…).
Le salarié ne doit pas détourner l'objet du CPE (se consacrer à l'éducation de son enfant) afin d'exercer une autre activité professionnelle : seule celle d'assistante maternelle est autorisée.

## Fin du CPE
Il peut être mis un terme de façon anticipée à un CPE soit par accord entre l'employeur et le salarié, soit unilatéralement par le salarié dans les cas limitatifs suivants : en cas de décès de l'enfant ou en cas de diminution significative des ressources du ménage (perte d'emploi, décès, départ du conjoint…).
À l'expiration du CPE, le salarié retrouve son poste dans l'entreprise ou un emploi similaire si la réintégration au poste tenu avant le CPE est impossible. Il doit bénéficier, s'il le souhaite, d'actions de formation spécifiques ainsi que d'une revalorisation de sa rémunération sur la base des augmentations générales ou de la moyenne des augmentations individuelles intervenues pendant son absence.